# Хузина, Лилия Робертовна
Лилия Робертовна Хузина (тат. Лилиә Роберт кызы Хуҗина; 12 марта 2003 года, Санкт-Петербург, Россия) — российская тхэквондистка, чемпионка мира 2023, пятикратная чемпионка России. Мастер спорта международного класса.

## Происхождение
Лилия родилась 12 марта 2003 года в северной столице России Санкт-Петербурге. После танцев она в 8 лет начала заниматься тхеквондо в спортивной школе олимпийского резерва «Комета». Первым и нынешним тренером является Андрей Филиппович Пак. На всероссийских турнирах представляет город Санкт-Петербург.

## Спортивная карьера
Первые серьезные международные результаты пришли для Лилии в 2016 году, когда она стала финалисткой первенства Европы среди кадетов в Бухаресте. В 2017 году она стала первой на первенстве Европы, а также добыла бронзовую медаль на первенстве мира среди кадетов в Шарм-Эль-Шейхе в весе до 55 кг. Годом позже Лилия выиграла бронзу на первенстве мира среди юношей в Тунисе. В 2019 году была победительницей первенства Европы среди юношей в Оропеса-дель-Мар (Испания) в весе до 59 кг. В 2020 году впервые выиграла свой первый взрослый титул на президентском кубке Европы в шведском городе Хельсингборг. В 2021 году Хузина взяла свой первый национальный титул среди взрослых на чемпионате России в подмосковном городе Одинцово, где в весе до 62 килограмм она одолела в финале татарстанскую спортсменку Юлию Зайцеву. В 2022 году повторила свой успех на чемпионате страны, который прошёл в городе Нальчик. В июне 2023 года Лилия выиграла чемпионат мира в весе до 62 кг в Баку (Азербайджан), взяв вверх в финальном поединке над Каролиной Сантос из Бразилии. В сентябре 2023 года в третий раз стала чемпионкой России в весе до 67 кг. В апреле 2025 года выиграла в пятый раз национальный титул, прошедший в Каспийске (Дагестан).

## Спортивные достижения
- Чемпионат мира 2023 — ;
- Чемпионат России 2021, 2022, 2023, 2024, 2025 — ;